# Monumento natural del Roque Nublo
El Roque Nublo es un monolito situado en el municipio de Tejeda, en Gran Canaria (Canarias, España). Está considerado uno de los símbolos más emblemáticos de la isla. En 1994 fue protegido por la ley de Espacios Naturales de Canarias como monumento natural del Roque Nublo.

## Localización
Está ubicado dentro del parque rural del Nublo y se encuentra situado en el centro geográfico de la isla, sobre tierras del municipio de Tejeda, en una zona muy abrupta. Junto al Roque Nublo se encuentran otras formaciones rocosas singulares, tales como el llamado Roque del Fraile y La Rana.
Desde 2019 se encuentra incluido dentro del Paisaje Cultural de Risco Caído y Montañas Sagradas de Gran Canaria.

## Formación
El Roque Nublo es el resto erosivo de una colada piroclástica de bloques y cenizas soldadas originada por la erupción explosiva de un estratovolcán, cuya altura pudo alcanzar los 3000 metros, originado durante el segundo ciclo eruptivo de formación de la isla. Dicho periodo, conocido también como Ciclo Roque Nublo, data del Mioceno inferior y su duración total fue corta en términos geológicos (4,5 y 3,4 millones de años).

## Características
De origen volcánico, el roque se eleva 80 metros sobre su base aproximadamente y 1813 metros sobre el nivel del mar. En la antigüedad fue utilizado como lugar de culto aborigen. En el año 1987 fue declarado Espacio Natural y en 1994 fue declarado monumento natural, incluido dentro del parque rural del Nublo.
El Roque Nublo es la tercera altitud de la isla de Gran Canaria, tras el Morro de la Agujereada con 1956 metros, y el Pico de las Nieves con 1949 metros. Existe un sendero con una caminata atractiva que lleva hasta la base del Roque Nublo en aproximadamente 40 minutos (2500 m).

## En la cultura popular
- El Cabildo de Gran Canaria entrega anualmente la distinción "Roque Nublo de Gran Canaria" a personas y entidades que hayan destacado en el desempeño de sus profesiones en favor de la Isla y de su ciudadanía.[10]
- La canción "Sombras del Nublo" de Néstor Álamo, compuesta en 1936 e interpretada por diversos artistas como Los Gofiones o Alfredo Kraus es considerada el himno no oficial de la isla.[11]

## Galería

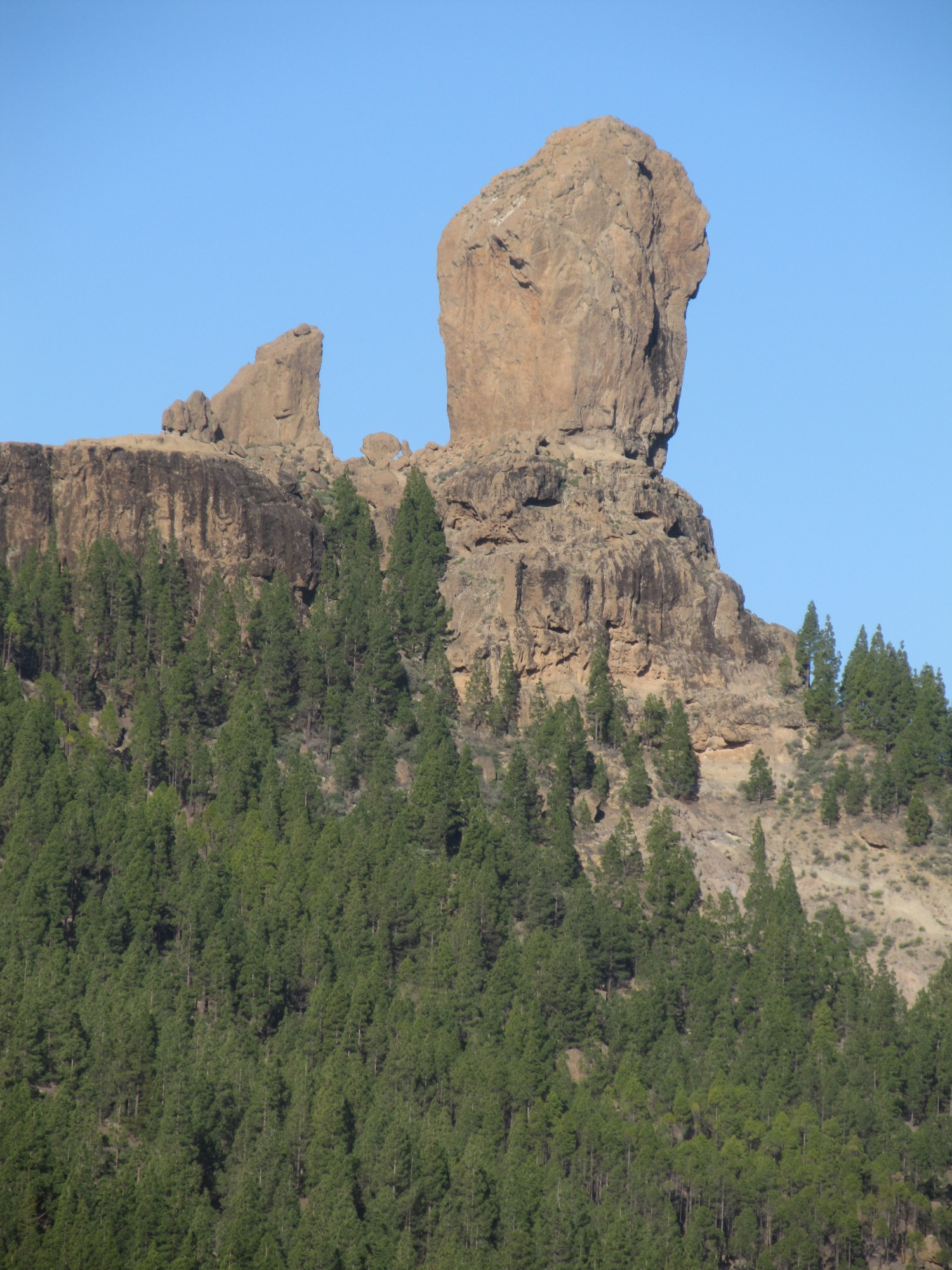
Roque Nublo y vegetación.
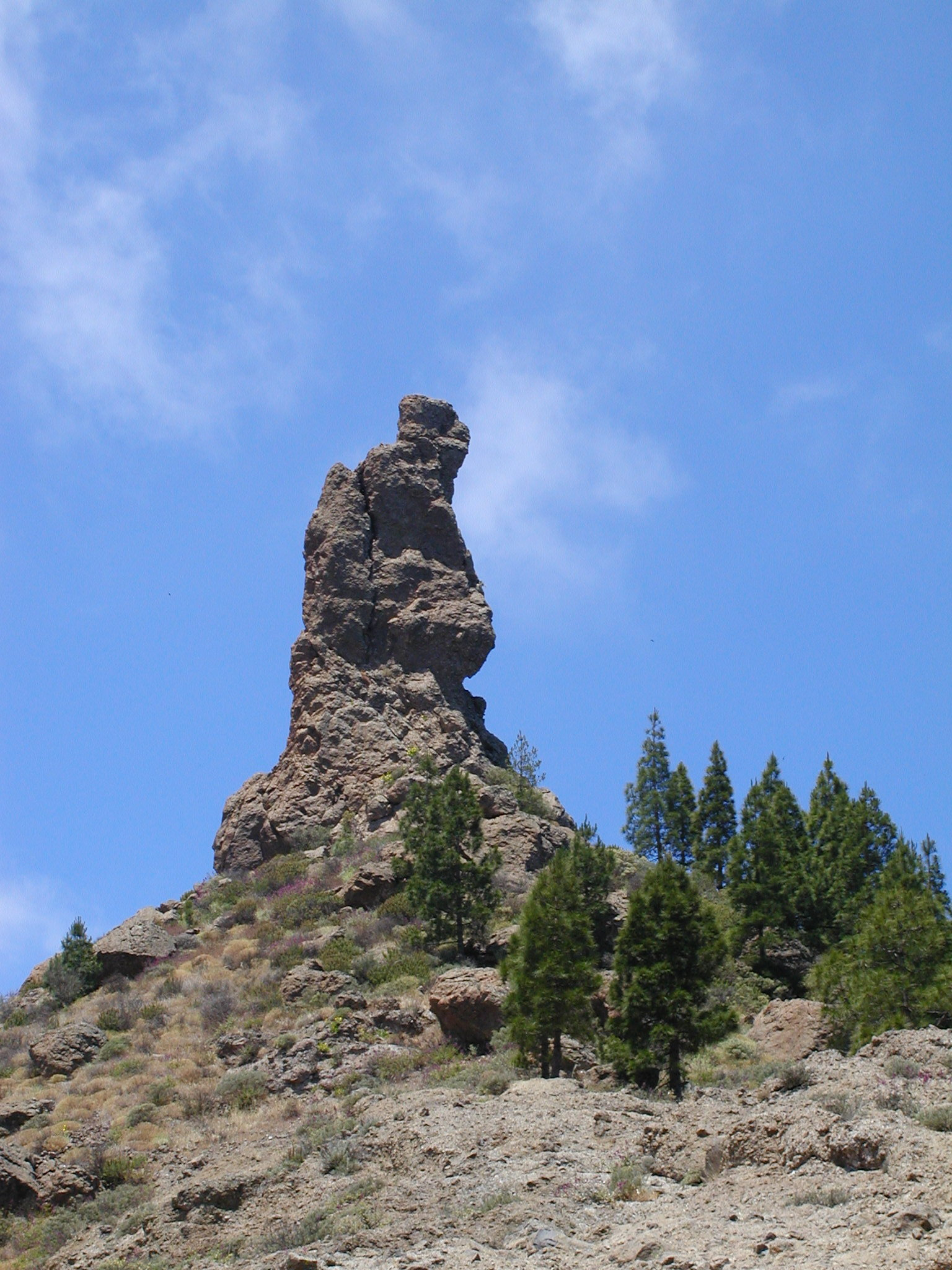
Roque del Fraile, situado junto al Nublo.
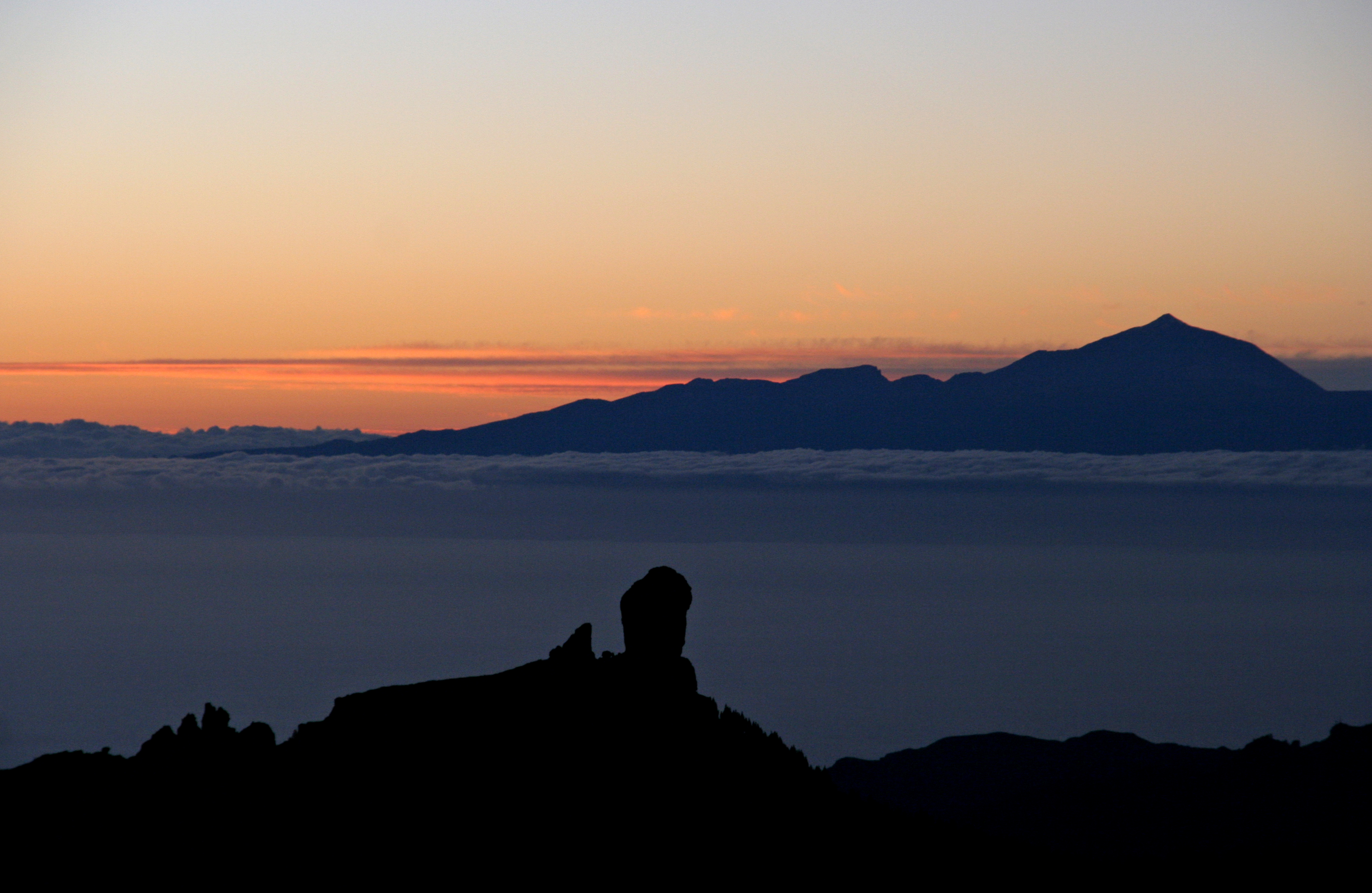
Panorámica al atardecer, con el Roque Nublo y al fondo el Teide en la isla de Tenerife.
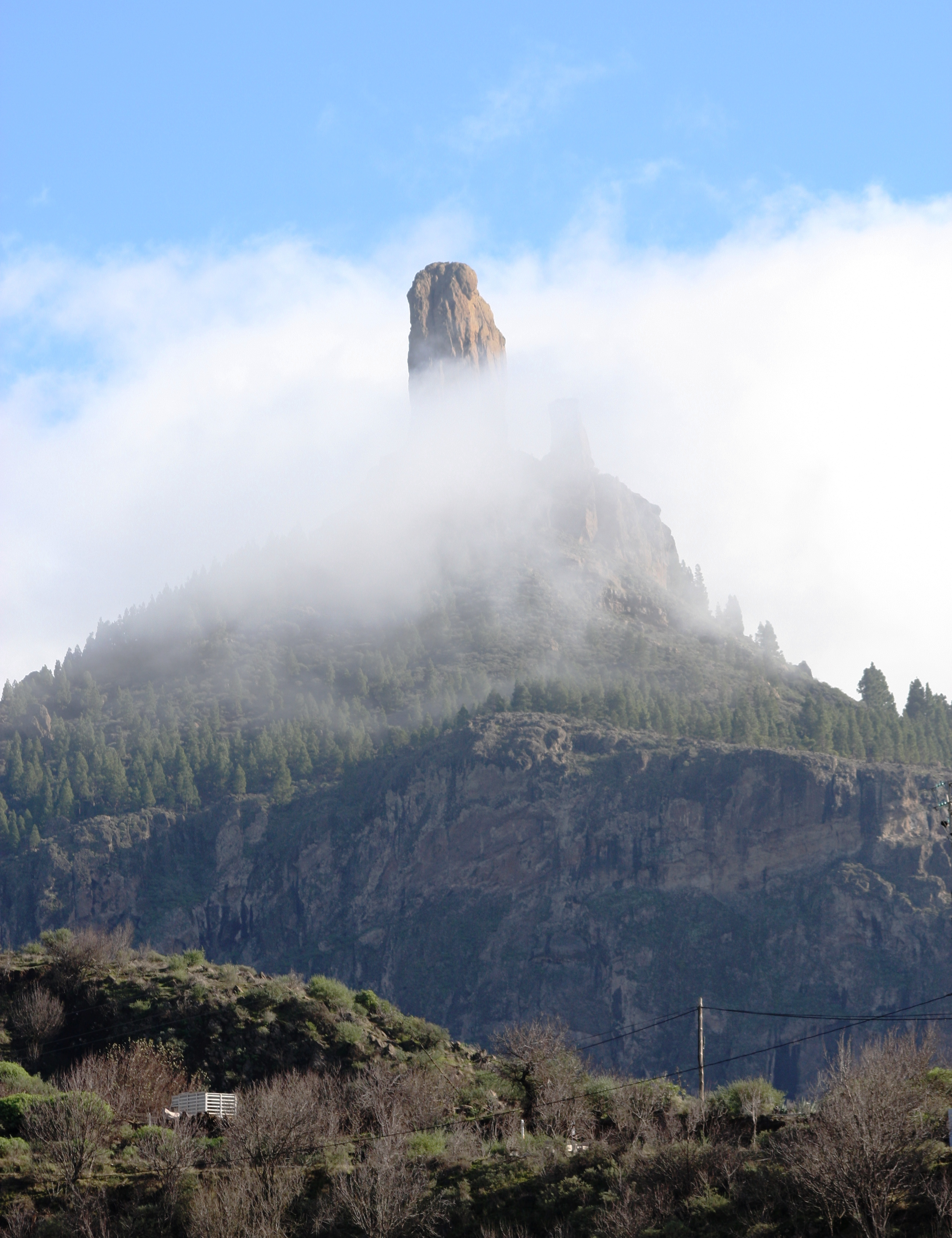
El Roque Nublo cubierto de bruma.